# Робешть (Вилча)
Робешть, Робешті (рум. Robești) — село у повіті Вилча в Румунії. Входить до складу комуни Кийнень.
Село розташоване на відстані 180 км на північний захід від Бухареста, 38 км на північ від Римніку-Вилчі, 130 км на північ від Крайови, 104 км на захід від Брашова.

## Населення
За даними перепису населення 2002 року у селі проживали 217 осіб, з них 215 осіб (99,1%) румунів. Рідною мовою 214 осіб (98,6%) назвали румунську.